# Эскадренные миноносцы типа «Бурраск»
Эскадренные миноносцы типа «Бурраск» — тип эскадренных миноносцев французского флота. Первые французские эсминцы, спроектированные и построенные после окончания Первой мировой войны. На момент постройки были самыми тяжеловооруженными кораблями своего класса. Были названы в честь ветров и других погодных явлений. Всего построено 12 единиц: «Бурраск» (фр. Bourrasque), «Циклон» (фр. Cyclone), «Мистраль» (фр. Mistral), «Ораж» (фр. Orage), «Ураган» (фр. Ouragan), «Симун» (фр. Simoun), «Сирокко» (фр. Sirocco), «Темпет» (фр. Tempete), «Торнад» (фр. Tornade), «Трамонтан» (фр. Tramontane), «Тромб» (фр. Trombe), «Тифон» (фр. Typhon). Кроме того, ещё два эсминца этого типа были построены для ВМС Польши: «Бужа» (пол. Burza) и «Вихер» (пол. Wicher).
Дальнейшим развитием типа «Бурраск» стали эскадренные миноносцы типа «Л’Адруа», имевшие сравнительно небольшие отличия от предшественников. Два этих типа составляли основу миноносных сил французского флота к началу Второй мировой войны.

## История проектирования
Хотя в конце XIX века миноносные силы французского флота считались одними из передовых, за годы Первой мировой войны они значительно отстали от ведущих морских держав. Основные усилия французов были сконцентрированы на сухопутном фронте и средств на кораблестроительные программы почти не выделялось. К моменту окончания военных действий в составе флота имелся 31 относительно современный эсминец, в основном «800-тонные», типов «Буклие» и «Биссон», а также построенные в Японии эсминцы типа «Араб», и ни один из них не соответствовал требованиям времени. Они уступали британским эсминцам во всех отношениях и это было хорошо известно руководству ВМС Франции. В попытке исправить положение флот даже пытался в 1919 году приобрести в Великобритании два эсминца типа W, но нехватка средств не позволила реализовать этот проект. На этом фоне весьма ценным оказалось пополнение флота полученными по репарациям немецкими эсминцами, превосходившими французские почти по всем параметрам.
Проектирование новых кораблей возобновилось только после окончания Первой мировой войны. Военно-морской генеральный штаб (фр. Etat-Major General) 12 марта 1919 года утвердил тактическое задание на новые эсминцы. Теперь на них возлагались следующие задачи:
- Ведение разведки;
- Охранение главных сил флота;
- Торпедные атаки[6][7].

Проектирование новых французских эсминцев велось с оглядкой на новейшие британские корабли типов V и W. 1 апреля 1920 года Высший военно-морской совет предложил проект эсминца со следующими характеристиками:
- Нормальное водоизмещение — 1350 тонн;
- Вооружение — 4×1 100-мм орудий; 2×1 75-мм орудий; 4 или 6 торпедных аппаратов в двух- или трехтрубных установках;
- Скорость хода — 33 узла;
- Дальность плавания — 3000 миль на 15 узлах[6].

Проект был в целом одобрен и передан для последующей доработки в Технический отдел морского министерства (фр. Service Technique des Constructions et Armes Navales). Однако зарубежные эсминцы уже строились или перевооружались под артиллерию калибра 120-мм и на их фоне новый французский эсминец стал казаться слишком слабым. В результате, Морской генеральный штаб принял доктрину, согласно которой французские эсминцы должны были обладать превосходством в калибре артиллерии. Поэтому для будущего эсминца были выбраны новейшие 130-мм пушки — калибр ранее не использовавшийся французским флотом. Соответственно выросло и водоизмещение. 18 апреля 1922 года были официально заказаны 12 эсминцев, а также 6 контр-миноносцев — будущий тип «Ягуар». Все заказы на эсминцы были выданы частным верфям.

## Конструкция

### Корпус и архитектура
|  |

Проект эсминцев типа «Бурраск» создавался с оглядкой на британские эсминцы типов V и W. Вместе с тем он имел много общего с проектом контр-миноносца типа «Ягуар». Основные различия заключались в менее мощной энергетической установке «буррасков». Тем не менее, они несли вооружение одинаковых моделей, использовали идентичное внутреннее оборудование. Эсминцы имел явно выраженный полубак с наклонным форштевнем. Корпус корабля набирался по продольной схеме и состоял из 55 шпангоутов со шпацией 1,8 м, но в оконечностях шаг становился меньше. Обшивка корпуса была стальной, толщиной от 5 до 10 мм. Десять поперечных переборок разделяли корпус на 11 водонепроницаемых отсека. Двойное дно тянулось почти по всей длине.
Корпус эсминца разрабатывался в расчёте на умеренные скорости и потому имел менее резкое отношение длины к ширине, чем у «ягуаров» — 10,2:1 против 10,8:1. Единственной непрерывной палубой была главная, нижняя прерывалась в районе машинно-котельных отделений, которые поднимались до главной палубы. «Бурраски» имели высокую и вместительную переднюю надстройку, где располагались основные командные посты. Надстройка оказалась чрезмерно массивной для сравнительно небольших кораблей и создавала проблемы с верхним весом. Кормовая рубка была значительно ниже. Эсминцы несли по две мачты, установленные под углом 7,5°. Характерной чертой проекта стали три достаточно узкие дымовые трубы, которые уже в те годы выглядели анахронизмом.

### Энергетическая установка
Котло-машинная группа размещалась по линейной схеме. Хотя руководство флота стремилось к максимальной стандартизации, эсминцы оказались оснащены турбинами разных производителей. Шесть кораблей получили турбины Parsons, два — турбины Rateau и ещё четыре корабля — Zoelly. Каждый корабль нес по два турбозубчатых агрегата, причем они работали независимо друг от друга, но располагались в одном отсеке. Вес каждого ТЗА был около 119,3 тонны. Благодаря линейной схеме размещения агрегатов, валы были равной длины. Каждый вал вращал четырёхлопастный латунный винт диаметром 3 метра. Эксплуатация разных машинных агрегатов доставила немало проблем французским морякам. Самыми надежными оказались ТЗА Rateau, но они потребляли больше топлива, чем турбины Parsons. Наименее надежными были агрегаты Zoelly, на них часто случались поломки лопаток турбин. К концу 1930-х годов с неполадками удалось в основном справится, но корабли имели серьёзные различия в характеристиках дальности плавания.
Пар для турбин поставляли три небольших котла Du Temple. По конструкции они были близки котлам, установленным на контр-миноносцах типа «Ягуар», но имели несколько меньшие размеры. Каждый котел в сборе весил около 73 тонн. Характеристики котлов были весьма умеренными — давление 18 кг/см² и температура пара 216°. Котлы размещались в двух отсеках, под ними, в танках двойного дна, хранилось до 95 тонн питательной воды. Ещё в двух танках по 10 тонн по бокам машинного отделения хранился запас дистиллированной воды. Топочный мазут размещался в двух больших цистернах в носу и корме корабля, а также в шести малых цистернах по бокам котельных отсеков. Общий запас топлива составлял 360 т. В ходе испытаний было решено, что дальность плавания эсминцев колебалась от 3686 до 4384 миль на скорости 15 узлов, только при использовании турбин крейсерского хода. Однако 3000 миль было более реалистичной оценкой. В ходе войны дальность плавания не превышала 1500 миль, даже при полной заправке топливом. На полной скорости эсминцы теоретически могли пройти 765—861 миль, но фактические показатели были заметно меньше.
На испытаниях все эсминцы достигли контрактной скорости 33 узла. Самым быстроходным оказался «Мистраль», разогнавшийся до 34,8 узла. «Трамонтан» на восьмичасовых испытаниях показал среднюю скорость 34,1 узла. Самым тихоходным стал «Ораж», выжавший на восьмичасовом пробеге только 32,7 узла. В эксплуатации эсминцы типа «Бурраск» проявили себя не слишком быстрыми кораблями. Их реальная скорость не превышала 30 узлов.
Эсминцы комплектовались двумя турбогенераторами мощностью 50/66 кВт, а также двумя резервными дизель-генераторами. Позади рубки размещался вспомогательный паровой котел, вырабатывавший пар для рулевой машины, кабестанов, а также для нужд экипажа.

### Вооружение

#### Главный калибр
Главный калибр эскадренных миноносцев типа «Бурраск» был представлен четырьмя 130-мм орудиями M1919 с длиной ствола 40 калибров, размещенными попарно, в носу и корме, по линейно-возвышенной схеме. Первоначально пушки защищались лёгкими щитами, в дальнейшем установили массивные коробчатые щиты. Орудие стреляло весьма тяжёлыми снарядами — вес полубронебойного составлял 34,85 кг, фугасного — 32 кг, заряжание было раздельным. Боезапас в мирное время составлял 110 выстрелов на ствол. Баллистические характеристики также были очень хорошими — при угле возвышения 36° дальность стрельбы достигала 18 900 м, но значительная дальность была достигнута за счет увеличения высоты цапф, что затрудняло заряжание, так как затвор в этом случае находился на уровне плеч заряжающих. Бронепробиваемость полубронебойным снарядом достигала 80 мм на дистанции 10 000 м. Это позволяло пробивать тонкий бортовой пояс первых итальянских лёгких крейсеров. Однако скорострельность была не высока и не превышала 4 — 5 выстрелов в минуту, что было вызвано применением поршневого затвора.
Такая величина считалась недостаточной для лёгкого корабля. Сама идея применения тяжелых орудий на эсминцах была спорной. Британский флот испытал 130-мм орудия на лидере «Кэмпенфелт» и сочли, что пониженная скорострельность не компенсируется тяжелым снарядом. Британцы полагали, что лёгкие корабли будут участвовать в коротких схватках на близких дистанциях, где скорострельность станет важнее. Впрочем, французы готовились сражаться прежде всего на Средиземном море, где погодные условия обычно позволяют наблюдать цель с большого расстояния.
Все эсминцы получили простой 3-метровый оптический дальномер совмещения Mle B1926, установленный на лёгкой опоре на вершине переднего мостика. Он должен был обеспечивать данные о пеленге и дистанции до цели как артиллерию главного калибра, так и торпедное оружие. На практике дальномер оказался неудовлетворительным, так как подвергался задымлению и сильной вибрации на больших скоростях. К 1931 году на всех кораблях были установлены электромеханические компьютеры Mle 1923B, обрабатывавшие данные для стрельбы.

#### Зенитный калибр
Эсминцы были первоначально вооружены одним 75-мм зенитным орудием Model 1924. Это была корабельная пушка времен Первой мировой войны, которую установили на зенитный станок Mle 1922. Орудие разместили ближе к корме, на круглой платформе между торпедными аппаратами. Стрельба по носу и корме была невозможна, но обеспечивались хорошие сектора обстрела на каждый борт. Дистанционного управления огнём не предусматривалось, не было даже телефонной связи с мостиком. Выбор цели полностью отдавался на откуп расчету орудия. Для орудия предусматривался отдельный погреб боеприпасов. Боекомплект включал в себя 300 снарядов: 180 осколочно-фугасных и 120 осветительных. 30 снарядов хранились непосредственно у орудия, остальные подавались вручную из погреба.
В качестве зенитного средства ближнего действия использовались спаренные пулемёты калибра 8-мм. Это были системы Hotchkiss Mle 1914, установленные на спаренные лафеты Mle 1926, которые размещались на полубаке, перед мостиком. Боезапас составлял 20 500 патронов. Пулемёты обычно хранились в подпалубном помещении и устанавливались на лафеты в случае необходимости. В целом, зенитное вооружение эсминцев типа «Бурраск» оценивалось как неадекватное даже на момент постройки кораблей.
| Калибр, мм                                                | 130        | 75            |
| Длина ствола в калибрах                                   | 40         | 50            |
| Масса орудия, кг                                          | 4050       | 1070          |
| Начальная скорость снаряда, м/с                           | 725        | 850           |
| Максимальная дальность стрельбы/досягаемость по высоте, м | 18 900/ —  | 14 100/10 000 |
| Масса снаряда, кг                                         | 32 — 34,85 | 5,93          |
| Скорострельность, выстр./мин                              | 4 — 5      | 8 — 15        |

#### Торпедное вооружение
Торпедное вооружение французских кораблей межвоенного периода было превосходным. Ещё в годы Первой мировой войны эксперты флота пришли к выводу о необходимости увеличения калибра торпед. В результате флот получил до начала следующей войны 550-мм торпеды четырёх типов. По своим характеристикам они заметно превосходили зарубежные торпеды традиционного калибра 533-мм и были сравнимы с японскими 610-мм торпедами. Эсминцы типа «Бурраск» получили на вооружение по два трехтрубных торпедных аппарата Schneider Mle 1920T, стрелявших 550-мм торпедами Mle 1919D. Эти торпеды имели керосиновый двигатель и обладали следующими характеристиками:
- Калибр — 550 мм;
- Длина — 8200 мм;
- Масса — 1830 кг;
- Масса боевой части — 238 кг;
- Дальность хода, м/при скорости, уз — 6000/35, 14 000/25[13].

Запасных торпед на эсминцах не имелось. По мнению французских специалистов, перезарядка торпедных аппаратов в открытом море была нереальна. Для наведения торпед использовалась та же системы управления, что и для главного калибра артиллерии. Необходимые данные передавались с мостика и вводились непосредственно на торпедных аппаратах.

#### Противолодочное вооружение
По проекту эсминцы типа «Бурраск» несли противолодочное вооружение нескольких типов. В двух желобах на корме размещалось 12 глубинных бомб Guiraud Model 1922 200 KG (2×6). Ещё четыре бомбы было в резерве. Фактический вес бомбы составлял 260 кг, вес ВВ — 200 кг, цели могли поражаться на глубине до 100 м. Кроме того, в довоенный период эсминцы несли своеобразные буксируемые противолодочные торпеды. Они были разработаны на основе итальянского проекта Ginocchio времен Первой мировой войны. Идея оружия заключалась в буксировке такой торпеды за носителем, в надежде, что торпеда заденет корпус или рубку подводной лодки. В французском флоте применялись торпеды среднего и тяжелого типа. Первые имели вес 62 кг и заряд ВВ 30 кг. Она применялась на глубинах от 15 до 37 м. Тяжелый тип имел массу 75,5 кг, 30 кг ВВ и мог погрузиться на 53 м. К 1933 году моряки разочаровались в этих торпедах и отказались от их применения.
Однако, имея на борту противолодочное оружие, эсминцы не располагали приборами обнаружения подводного противника, хотя флот и промышленность вели работы в этом направлении. В первый послевоенный период компания SIF (фр. Société Indépendante de télégraphie sans Fil) разрабатывала активный гидролокатор и такие приборы должны были быть установлены на эсминцы типа «Бурраск», причем предусматривались специальные отсеки для антенны локатора и размещения операторов. Монтаж системы на «бурраски» начался в 1929 году, но уже в следующем году флот отказался от этих локаторов ввиду их неэффективности и ненадежности. В 1930 году на борту эсминца «Сирокко» прошли испытания пассивных гидрофонов, которые завершились неудачей. Система могла сообщить лишь о наличие противника, но не определить его местоположение. В результате, эсминцы типа «Бурраск», как и другие корабли довоенного французского флота, могли рассчитывать лишь на визуальное обнаружение подводной лодки или следа от её торпед.

### Маневренность и мореходность
Рулевое управление эсминцев типа «Бурраск» оказалось ненадёжным и малоэффективным. В среднем требовалось 25—30 секунд, чтобы повернуть руль на максимальный угол 32° и ещё 30 секунд, чтобы вернуть его в положение 0°. Это было недостаточно для корабля, который должен выполнять резкие манёвры. Тем не менее, эсминцы могли развернуться в круге 500 м на скорости 20 узлов, что было заметно лучше поворотливости типа «Ягуар».
Эсминцы имели серьёзные проблемы с излишним верхним весом. Метацентрическая высота оказалась равной 0,35—0,37 м вместо проектных 0,45 м. Это приводило к сильнейшей бортовой качке, которая не только делала корабли неустойчивыми артиллерийскими платформами, но и создавало угрозу затопления судна в сильный шторм. Для решения проблемы были опробованы различные методы и, в конечном счете, все эсминцы получили утяжелённый киль. Скорость несколько уменьшилась. В дальнейшем, в рамках борьбы с верхним весом, вершины дымовых труб были срезаны на 1,5—2 м. Остойчивость несколько улучшилась, а силуэт снизился.

### Экипаж и обитаемость
Экипаж мирного времени состоял из восьми офицеров и 134 нижних чинов. Кораблем командовал офицер в чине капитана 3-го ранга (фр. Capitaine de corvette) или капитан-лейтенанта (фр. Lieutenant de vaisseau). В число офицерского состава входили также шесть лейтенантов (фр. Enseigne de vaisseau) и главный инженер-механик (фр. Ingénieur mécanicien de 1re classe). Младший командный состав был представлен одним главным старшиной (фр. Premier maître), шестью старшинами первого класса (фр. Maîtres) и семнадцатью старшинами второго класса (фр. Seconds maîtres). Также в экипаж входили 111 матросов. В военное время предполагалось иметь девять офицеров и 153 нижних чина.
Командир имел апартаменты в кормовой части корабля, включавшие спальню, кабинет, ванную и кладовую. Офицеры жили также в корме на нижней палубе в одноместных каютах и имели свою отдельную ванную и кают-компанию. Главный старшина имел отдельную каюту в носовой части корабля. Рядом располагались кубрики для старшин. Матросы размещались в двух малых и двух больших кубриках в носу, причем на подвесных койках, здесь же принимали пищу. Личный шеф-повар командира и стюард, бывшие обычно гражданскими лицами, имели свою двухместную каюту в корме. На эсминцах не предусматривалось помещений для командиров соединений. Дивизионами эсминцев командовал один из командиров кораблей.
Эсминцы типа «Бурраск» имели достаточно хорошую теплоизоляцию жилых помещений. Однако системы кондиционирования воздуха отсутствовали. Как и многие другие корабли французского флота они были удобны для службы в умеренных широтах, но во время службы в Западной и Северной Африке экипаж страдал от жары и духоты, поэтому члены команды часто спали прямо на верхней палубе.

## Модернизации

### Довоенные модернизации
К началу 1930-х годов командования флота пришло к выводу о практической бесполезности 75-мм зенитных орудий. В 1931 году было принято решение снять их со всех кораблей типа «Бурраск» и заменить их на 37-мм полуавтоматические пушки Model 1925. Два одноствольных орудия были размещены прямо на верхней палубе. Они весили значительно меньше 75-мм установки и располагались ниже, что способствовало снижению избыточного верхнего веса. Боезапас составлял по 500 снарядов на ствол. С 1933 года для обеспечения этих пушек данными для стрельбы был установлен 1-метровый стереоскопический дальномер.
37-мм полуавтоматы Model 1925 имели неплохие баллистические характеристики, но весьма низкий темп стрельбы для своего калибра. При технической скорострельности 42 выстрела/мин, в реальных условиях орудие не могло выпустить более 20 снарядов за минуту. Этого было совершенно недостаточно для противодействия новым скоростным самолётам, появившимся к началу войны, но ничем лучшим французский флот не располагал. Новый 37-мм автомат компании Hotchkiss так и не был доведен до серийного производства и Вторую мировую войну французские корабли встретили без эффективных средств ближней ПВО.
С 1933 года началась замена прежних 3-метровых дальномеров совмещения на стереоскопические дальномеры с базой 4 метра, аналогично установленным на контр-миноносцах типа «Ягуар». Считалось, что в ясную погоду они позволят вести прицельный огонь на дистанцию до 12 500 м. В дальнейшем флот принял на вооружение 5-метровые стереодальномеры, но на «бурраски» они не устанавливались в связи с избыточным верхним весом. В 1938—1939 годах эсминцы получили новые снаряды, снабженные красящим составом, что должно было облегчить корректировку огня. В каждом дивизионе один эсминец снабжался снарядами с красным красителем, второй с жёлтым и третий с зелёным.
С 1938 года начинается программа замены 8-мм зенитных пулемётов на крупнокалиберные Hotchkiss M1929 калибра 13,2-мм. По две спаренных пулемётных установки R4 решили установить на место прежних 8-мм лафетов на баке. Однако нехватка этих установок не позволили перевооружить все корабли. Сам по себе пулемёт был неплохим оружием, но в условиях войны оказался неэффективным против пикирующих бомбардировщиков и торпедоносцев. Дальность стрельбы была мала, поражающее действие пуль незначительно, а практическая скорострельность ограничивалась необходимостью замены 30-патронных магазинов. Флот планировал в будущем заменить их на вполне удачные 25-мм автоматы Model 1940, разработанные той же компанией Hotchkiss, но наладить их серийное производство французам не удалось.

### Модернизации военного времени
Операции, проводившиеся зимой 1939—1940 годов вновь высветили проблемы с остойчивостью эсминцев этого типа. Было принято решение о снятии с «буррасков» кормового 130-мм орудия, что и было сделано на всех эсминцах типа «Бурраск» кроме «Циклона», «Сирокко» и «Темпета». Освободившееся место использовалось для размещения дополнительного противолодочного вооружения. Для нужд ПЛО были также закуплены в Великобритании и установлены гидролокаторы тип 123. Флот также рассчитывал на французскую пассивную акустическую систему SS1 и даже приступил к её установке на кораблях, но её испытания на борту эсминца «Трамонтан» показали, что несмотря на результаты, сопоставимые с гидролокатором, система является слишком ненадежной и проект приостановили.
К моменту заключения перемирия уцелело восемь эсминцев типа «Бурраск». «Ураган» и «Мистраль» были перевооружены на британские образцы. Из шести оставшихся в составе французского флота эсминцев этого типа, «Тромб» был поставлен на хранение. Остальные получили в течение 1941—1942 годов усиленное зенитное вооружение. На них дополнительно установили по одному 25-мм автомату Model 1940 и по два 13,2-мм зенитных пулемёта Browning M1921, изготовленных бельгийской компанией FN под французский патрон. Кроме того, на «Трамонтане», «Тифоне» и «Торнаде» вновь установили 130-мм орудие № 4. Для компенсации возросшего верхнего веса на части эсминцев сняли один из торпедных аппаратов.

## Служба
|             | заложен               | спущен               | вступил в строй       | судьба |
| ----------- | --------------------- | -------------------- | --------------------- | --- |
| «Бурраск»   | 12 ноября 1923 года   | 5 августа 1925 года  | 23 сентября 1926 года | 30 мая 1940 года подорвался на мине в районе Остенде и затонул                                                                |
| «Циклон»    | 29 сентября 1923 года | 24 января 1925 года  | 1 июня 1928 года      | 18 июня 1940 года взорван в сухом доке в Бресте при подходе немецких войск                                                    |
| «Мистраль»  | 28 ноября 1923 года   | 6 июня 1925 года     | 1 июня 1927 года      | Списан 17 февраля 1950 года и сдан на слом                                                                                    |
| «Ораж»      | 20 августа 1923 года  | 30 августа 1924 года | 11 декабря 1926 года  | 23 мая 1940 года получил попадание авиабомбы с пикирующего бомбардировщика Ju-87 и затонул на следующий день                  |
| «Ураган»    | 3 апреля 1923 года    | 6 декабря 1924 года  | 19 января 1927 года   | Списан 7 апреля 1949 года и сдан на слом                                                                                      |
| «Симун»     | 8 августа 1923 года   | 3 июня 1924 года     | 29 апреля 1926 года   | Списан 17 февраля 1950 года и сдан на слом                                                                                    |
| «Сирокко»   | март 1924 года        | 3 октября 1925 года  | 1 июля 1927 года      | 31 мая 1940 года поврежден немецкими торпедными катерами в районе Дюнкерка, а затем добит пикирующими бомбардировщиками Ju-88 |
| «Темпет»    | 3 декабря 1923 года   | 21 февраля 1925 года | 28 сентября 1926 года | Списан 17 февраля 1950 года и сдан на слом                                                                                    |
| «Торнад»    | 25 апреля 1923 года   | 12 марта 1925 года   | 10 мая 1928 года      | 8 ноября 1942 года тяжело поврежден в бою с британскими кораблями и выбросился на берег в районе Орана                        |
| «Трамонтан» | июнь 1923 года        | 29 ноября 1924 года  | 15 октября 1927 года  | 8 ноября 1942 года потоплен британскими кораблями в районе Орана                                                              |
| «Тромб»     | 5 марта 1923 года     | 29 декабря 1925 года | 27 октября 1927 года  | Списан в феврале 1950 года и сдан на слом                                                                                     |
| «Тифон»     | сентябрь 1923 года    | 22 мая 1924 года     | 27 июня 1928 года     | 8 ноября 1942 года тяжело поврежден британскими кораблями и на следующий день затоплен экипажем в гавани Орана                |

### «Бурраск»
Строился компанией Ateliers et Chantiers de France в Дюнкерке. Во время Второй мировой войны входил в 4-й дивизион эсминцев. Действовал в Ла-Манше и Северном море. Участвовал в операции «Динамо». 22—24 мая 1940 года вместе с другими французскими кораблями поддерживал огнём защитников Булони. 30 мая 1940 года, вышел в море имея на борту 500—700 солдат для эвакуации в Великобританию. во время перестрелки с немецкими береговыми батареями в районе Остенде, подорвался на немецкой авиационной мине и затонул. Существует также версия о попадании немецкого снаряда. Погибло 56 членов экипажа и несколько сот эвакуируемых солдат.

### «Циклон»
Строился компанией Forges et Chantiers de la Méditerranée в Гавре. В начале Второй мировой войны входил в 6-й дивизион эсминцев, действовал в Атлантике и Северном море. 17 октября 1939 года безуспешно атаковал в Атлантике немецкую подводную лодку. 16—17 мая 1940 года оказывал огневую поддержку союзническим частям, оборонявших Флиссинген. Участвовал в эвакуации Дюнкерка. 29 мая 1940 года вывез в Дувр 733 человека. В ночь на 31 мая 1940 года был атакован немецким торпедным катером S-24 и получил попадание торпеды в носовую часть. Корабль был серьёзно поврежден, два члена экипажа пропали без вести. «Циклон» вернулся в Дувр, далее перешёл в Шербур и наконец, 3 июня 1940 года был поставлен на ремонт в Бресте. 18 июня 1940 года при подходе передовых частей вермахта был взорван в сухом доке.

### «Мистраль»
Строился компанией Forges et Chantiers de la Méditerranée в Гавре. В начале Второй мировой войны входил в состав 6-го дивизиона эсминцев, действовал в Атлантике, Ла-Манше, Северном море. 22—24 мая 1940 года оказывал огневую поддержку сухопутным войскам в районе Булони. Участвовал в эвакуации союзных войск из Дюнкерка. 29 мая 1940 года был атакован в у причала в Дюнкерке немецкими пикирующими бомбардировщиками Ju-88. В результате близкого разрыва бомбы получил повреждения. Погибли командир корабля и два матроса, но возникший пожар удалось потушить. 18 июня 1940 года ушёл из Бреста в Плимут. 3 июля 1940 года был захвачен в Плимуте британцами в ходе операции «Катапульта». Было произведено перевооружение корабля на британские системы: 120-мм, 76-мм и 20-мм орудия. Использовался британским флотом в качестве учебно-артиллерийского корабля до середины 1944 года, затем выведен в резерв в Хартпуле. 25 августа 1945 года приведен британским экипажем в Шербур и передан французским ВМС. 17 февраля 1950 года был исключен из состава флота и продан на слом.

### «Ораж»
Строился компанией Chantiers Naval Français в Кане. В начале Второй мировой войны входил в состав 4-го дивизиона эсминцев, действовал в Ла-Манше. Вечером 23 мая 1940 года обстреливал в районе Булони части 2-й танковой дивизии вермахта. Был атакован пикирующими бомбардировщиками Ju-87 из состава группы I./StG 77 и получил не менее пяти попаданий авиабомбами. На корабле возник пожар, достигший погребов боеприпасов. Экипаж оставил эсминец, который затонул в ночь на 24 мая 1940 года. Потери убитыми составили 26 человек.

### «Ураган»
Строился компанией Chantiers Naval Français в Кане. Входил в состав 4-го дивизиона эсминцев. В мае 1940 года находился на ремонте в Бресте. В июне 1940 года был переведен в Портсмут в ходе эвакуации французских портов. 3 июля 1940 года захвачен британцами в ходе операции «Катапульта». 18 июля 1940 года был передан Польской флотилии, но 30 апреля 1941 года выведен из её состава. Было произведено перевооружение корабля на британские системы: 120-мм, 76-мм и 20-мм орудия. Далее использовался как учебный корабль, после чего был выведен в резерв. В 1943 году был возвращен ВМС Франции, но не вводился в боевой состав. 7 апреля 1949 года был выведен из состава флота и продан на слом.

### «Симун»
Строился компанией Ateliers et Chantiers de St Nazaire-Penhoe в Сен-Назере. Действовал в Средиземном море в составе 3-го дивизиона эсминцев. После капитуляции Франции находился в составе действующего флота режима Виши. К моменту проведения операции «Торч» стоял на ремонте в Касабланке, в боях против англо-американских сил не участвовал, но в ходе воздушного налета был поврежден двумя бомбами и потерял убитыми трех человек. После присоединения французского флота к союзникам входил в состав 6-го дивизиона эсминцев. В сентябре 1943 года поддерживал высадку десанта на Корсику, в августе 1944 года принимал участие в операции «Драгун». 17 февраля 1950 года исключен из списков флота и продан на слом.

### «Сирокко»
Строился компанией Ateliers et Chantiers de St Nazaire-Penhoe в Сен-Назере. В начале Второй мировой войны действовал в Атлантике в составе 6-го дивизиона эсминцев. Занимаясь сопровождением конвоев, неоднократно атаковал немецкие подводные лодки. Атаки 2 ноября в районе острова Гернси и 15 ноября 1939 года в районе Лиссабона не имели успеха. 20 ноября 1939 года в Бискайском заливе повредил глубинными бомбами подводную лодку U-41 типа IXA, которая однако смогла вернуться в Вильгельмсхафен. Экипаж эсминца был уверен, что потопил две ПЛ, но Морской генеральный штаб отнесся к этим заявлениям осторожно. В мае 1940 года действовал в Ла-Манше. 16—17 мая 1940 года обстреливал немецкие войска в районе устья Шельды. 22—24 мая 1940 года оказывал огневую поддержку своим войскам в районе Булони. Принимал участие в эвакуации союзнических войск из Дюнкерка. 29 мая 1940 года вывез в Дувр 509 человек. В ночь на 31 мая «Сирокко» принял на борт в Дюнкерке 750 человек и вышел в Англию. В районе Остенде он был атакован немецкими торпедными катерами S-23 и S-26 и получил тяжелые повреждения. На рассвете эсминец добили пикирующие бомбардировщики Ju-88. Погибло более 650 человек, в том числе 58 членов экипажа.

### «Темпет»
Строился компанией Ateliers et Chantiers Dubigeon в Нанте. Действовал в Средиземном море в составе 1-го дивизиона эсминцев. После капитуляции Франции находился в составе действующего флота режима Виши. К моменту проведения операции «Торч» стоял на ремонте в Касабланке, в боях против англо-американских сил не участвовал, но в ходе воздушного налета был поврежден осколками авиабомб и потерял убитыми пять человек. После присоединения французского флота к союзникам входил в состав 6-го дивизиона эсминцев. Эскортировал конвои в западной части Средиземного моря. В сентябре 1943 года поддерживал высадку десанта на Корсику, в августе 1944 года принимал участие в операции «Драгун». 17 февраля 1950 года исключен из списков флота и продан на слом.

### «Торнад»
Строился компанией Chantiers Dyle & Bacalan в Бордо. В начале Второй мировой войны входил в состав 7-го дивизиона эсминцев. Первоначально действовал в Атлантике, далее был переведен в Средиземное море. После капитуляции Франции оставался в составе действующего флота режима Виши. Сопровождал конвои в Алжир и Тунис. Утром 8 ноября 1942 года возглавил атаку 7-го дивизиона против британских кораблей в районе Орана. «Торнад» выпустил шесть торпед в британский лёгкий крейсер «Аурора», но ни одна из них не попала в цель. Ответный огонь вели «Аврора» и британский эсминец «Калп». В ходе боя «Торнад» получил не менее шести попаданий 152-мм снарядов с «Ауроры» и был вынужден выброситься на берег.

### «Трамонтан»
Строился компанией Forges et Chantiers de la Gironde в Бордо. В начале Второй мировой войны входил в состав 8-го дивизиона эсминцев и действовал в Атлантике. Далее был переведен в Средиземное море и включен в состав 7-го дивизиона. Утром 8 ноября совместно с контр-миноносцем «Эпервье» обстрелял и потопил британский шлюп «Уолни», пытавшийся высадить десант в гавани Орана. После этого в составе 7-го дивизиона атаковал британские корабли. Попал под огонь лёгкого крейсера «Аурора», эсминцев «Калп» и «Бодицея» и погиб с большей частью экипажа, включая командира.

### «Тромб»
Строился компанией Forges et Chantiers de la Gironde в Бордо. В начале Второй мировой войны входил в состав 8-го дивизиона эсминцев. Первоначально действовал в Атлантике, далее был переведен в Средиземное море. После капитуляции Франции был разоружен и выведен в резерв в Тулоне в сентябре 1940 года. 27 ноября 1942 года был затоплен экипажем в ходе самоуничтожения французского флота. Взорвать корабль экипаж не смог. Далее был поднял итальянскими спасателями и включен в состав итальянского флота как FR-23. 28 октября 1943 года был возвращен французскому флоту в Бизерте. Включен в состав 3-го дивизиона эсминцев. Участвовал в обеспечении десантных операций против Корсики и Южной Франции. 16 апреля 1945 года потопил в районе Сан-Ремо итальянский торпедный катер, но при этом был торпедирован сам и получил тяжелые повреждения. Погибло 19 членов экипажа. Ремонт корабля завершился уже после окончания войны. Был исключен из состава флота в феврале 1950 года и продан на слом.

### «Тифон»
Строился компанией Forges et Chantiers de la Gironde в Бордо. В начале Второй мировой войны входил в состав 7-го дивизиона эсминцев и действовал, в основном, в Средиземном море. После капитуляции Франции базировался в Оране и участвовал в проводке конвоев. Утром 8 ноября обстрелял с предельно малой дистанции и потопил британский шлюп «Хартлэнд», пытавшийся высадить десант коммандос в гавани Орана. После этого в составе 7-го дивизиона атаковал британские корабли. Выпустил две торпеды в лёгкий крейсер «Аурора», но промахнулся. Получив повреждения от огня противника и израсходовав половину боеприпасов, «Тифон» вернулся в порт. 9 ноября 1942 года вновь вышел из Орана вместе с контр-миноносцем «Эпервье», но подвергся обстрелу британских лёгких крейсеров «Аурора» и «Ямайка». Получив новые повреждения, эсминец вернулся в порт и 10 ноября 1942 года был затоплен в узком проходе.

## Оценка проекта
Эскадренные миноносцы типа «Бурраск» были весьма крупными и мощно вооруженными кораблями своего класса по меркам 1920-х годов. На тот момент ни один эсминец в мире не имел артиллерии столь крупного калибра, а французские 550-мм торпеды превосходили любые торпеды других стран, кроме 610-мм японских. Однако 130-мм орудия обладали слишком низкой скорострельностью в сравнении с наиболее распространёнными на зарубежных эсминцах 120-мм пушками, а превосходство в дальности стрельбы не могло быть реализовано вследствие сравнительно примитивной системы управления огнём. Зенитные средства «буррасков» были совершенно неадекватны даже по стандартам 1920-х годов. Крайне ограничены были и противолодочные возможности. Хотя корабли могли применять глубинные бомбы различных типов, они не имели никаких средств обнаружения подводного противника.
Силовые установки эсминцев оказались весьма ненадежны и не экономичны. Дальность плавания была недостаточной для большинства операций. Реальная скорость эсминцев не превышала 30 узлов, что было значительно меньше показателей иностранных одноклассников. Не на высоте оказались и чисто морские характеристики. Мореходность эсминцев типа «Бурраск» оценивалась как ограниченная, корабли страдали от чрезмерного верхнего веса и недостаточной метацентрической высоты. В результате, «бурраски» были подвержены очень сильной качке и не могли считаться хорошими артиллерийскими платформами. Ещё одним существенным недостатком стала явно неудовлетворительная маневренность. В целом, эсминцы типа «Бурраск» не могут быть названы удачей французских кораблестроителей. Задуманные как сильнейшие корабли своего класса, она оказались плохо спроектированными и не соответствовали надеждам руководства флота.
- Потенциальные противники эсминцев типа «Бурраск», построенные в 1920-х годах
- Итальянский эсминец «Назарио Сауро»
- Британский эсминец «Ашерон» типа A

| Сравнительные ТТХ эсминцев типа «Бурраск» и его потенциальных противников | Сравнительные ТТХ эсминцев типа «Бурраск» и его потенциальных противников | Сравнительные ТТХ эсминцев типа «Бурраск» и его потенциальных противников | Сравнительные ТТХ эсминцев типа «Бурраск» и его потенциальных противников | Сравнительные ТТХ эсминцев типа «Бурраск» и его потенциальных противников | Сравнительные ТТХ эсминцев типа «Бурраск» и его потенциальных противников |
| Основные элементы                                                         | «Бурраск»                                                                 | «Селла»                                                                   | «Сауро»                                                                   | тип A                                                                     |                                                                           |
| ------------------------------------------------------------------------- | ------------------------------------------------------------------------- | ------------------------------------------------------------------------- | ------------------------------------------------------------------------- | ------------------------------------------------------------------------- | ------------------------------------------------------------------------- |
| Водоизмещение, стандартное/полное, т                                      | 1319/1900                                                                 | 955/1457                                                                  | 1040/1575                                                                 | 1337/1747                                                                 |                                                                           |
| Энергетическая установка, л. с.                                           | 33 000                                                                    | 36 000                                                                    | 36 000                                                                    | 34 000                                                                    |                                                                           |
| Максимальная скорость, узлов                                              | 33                                                                        | 36                                                                        | 36                                                                        | 35,25                                                                     |                                                                           |
| Дальность плавания, миль на скорости, узлов                               | 2150 (14)                                                                 | 1800 (14)                                                                 | 2600 (14)                                                                 | 4800 (15)                                                                 |                                                                           |
| Артиллерия главного калибра                                               | 4×1 — 130-мм/40                                                           | 1×2 и 1×1 — 120-мм/45                                                     | 2×2 — 120-мм/45                                                           | 4×1 — 120-мм/45                                                           |                                                                           |
| Зенитная артиллерия                                                       | 1×1 — 75-мм/50                                                            | 2×1 — 40-мм/39                                                            | 2×1 — 40-мм/39                                                            | 2×1 — 40-мм/40                                                            |                                                                           |
| Торпедное вооружение                                                      | 2×3 — 550-мм ТА                                                           | 2×2 — 533-мм ТА                                                           | 2×3 — 533-мм ТА                                                           | 2×4 — 533-мм ТА                                                           |                                                                           |
| Экипаж, чел.                                                              | 142                                                                       | 120                                                                       | 155                                                                       | 138                                                                       |                                                                           |